# Hanne Krogh
Hanne Krogh (født 24. januar 1956 i Haugesund) er en norsk sangerinde, der er mest kendt for sin deltagelse ved Eurovision Song Contest 1985, hvor hun sammen med Elisabeth Andreassen dannede gruppen Bobbysocks og vandt Norges første sejr med sangen La det swinge.
| Deltagelser i Eurovision Song Contest |       |               |       |       |
| År                                    | Land  | Sang          | Plads | Point |
| 1971                                  | Norge | Lykken er     | 17    | 53    |
| 1985                                  | Norge | La det swinge | 1     | 123   |
| 1991                                  | Norge | Mrs Thompson  | 17    | 14    |

## Eksterne links
- Wikimedia Commons har flere filer relateret til Hanne Krogh
- Officiel hjemmeside